# 까르네 (영화)
까르네(Carne)는 프랑스에서 제작된 가스파 노에 감독의 1991년 영화이다. 블란딘 르누아르 등이 주연으로 출연하였다. 분량은 40분으로 노에 감독 최초의 길이가 긴 영화이다. 노에 감독의 1998년 장편 데뷔작은 아이 스탠드 얼로운이다.

## 출연

### 주연
- 블란딘 르누아르
- 필리프 나옹
- 실비 테스튀